# Airapus nondugli
Airapus nondugli är en skalbaggsart som beskrevs av Zdzisława Stebnicka 1998. Airapus nondugli ingår i släktet Airapus och familjen Aphodiidae. Inga underarter finns listade i Catalogue of Life.